# Jacob van der Ulft
Jacob van der Ulft (Gorinchem, maart 1621 - Noordwijk, 18 november 1689) was een Nederlands tekenaar, kunstschilder en glasschilder. Hij leefde in de zeventiende eeuw en werd bekend met italianiserende landschapsschilderijen en stadsgezichten.

## Leven en werk
Jacob van der Ulft werd geboren in 1621 als zoon van een Gorkumse burgemeester. In 1643 trouwde hij met Helena Willemsdr. de Wijn. Hij werd opgeleid als glasschilder en bereikte binnen dat vakgebied grote vaardigheid. In de jaren 1652-1683 was hij werkzaam in zijn geboortestad. Hij maakte tekeningen van Gorkumse wapenschilden. Een notariële akte uit 1659 noemt hem als schilder en architect. Later werd hij zelf burgemeester van Gorinchem. 
Hij realiseerde verschillende italianiserende lanschapsschilderijen, al is hij waarschijnlijk nooit zelf in Italië geweest. Hij werkte naar voorbeeld van verschillende meesters, waaronder Pieter Saenredam. In 1679 ontvluchtte hij zijn stad vanwege een beschuldiging van corruptie en verbleef een tijd in Den Haag. In 1683 vestigde hij zich in Noordwijk, waar hij overleed in 1689.

## Afbeeldingen

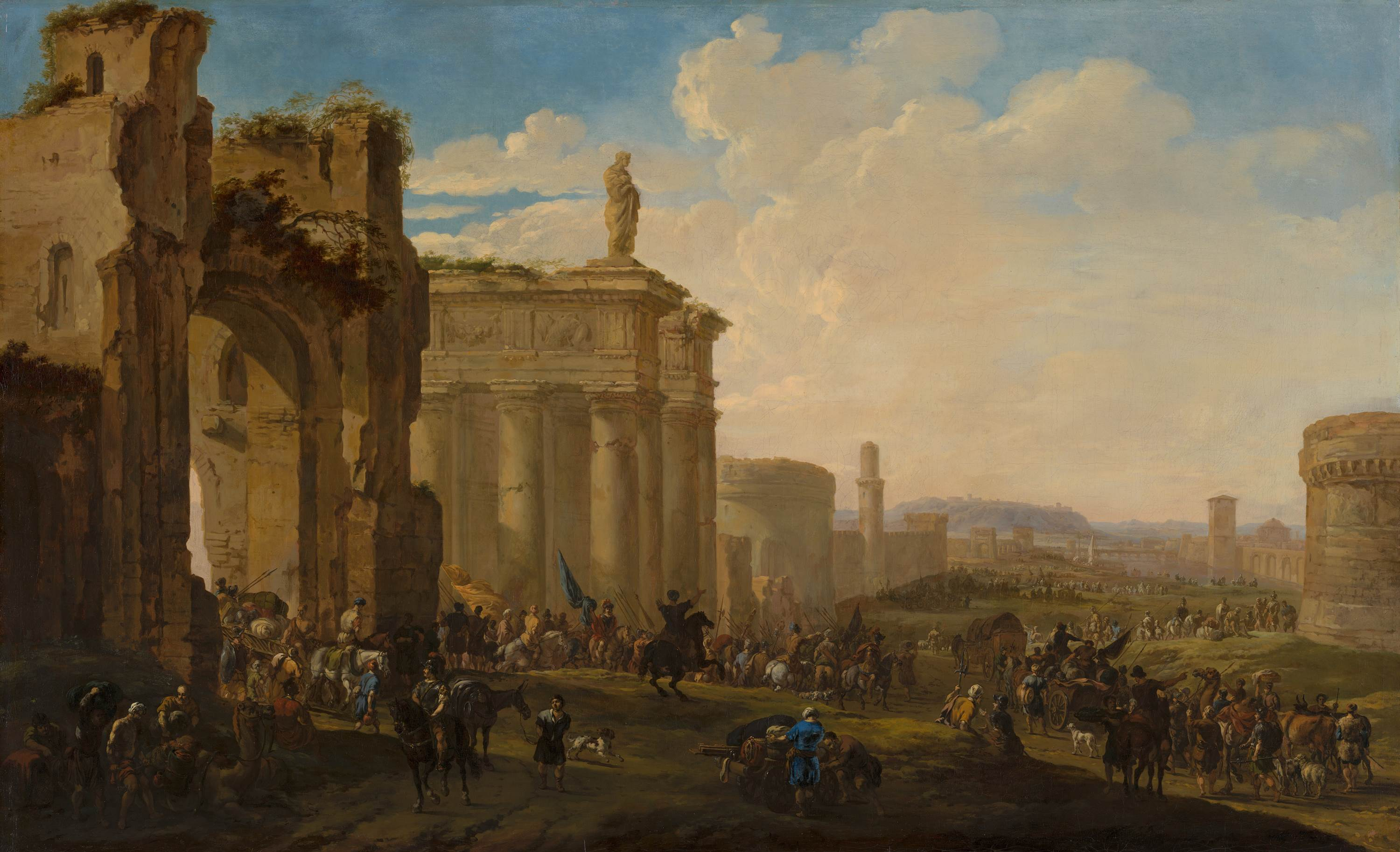
Optrekkend leger te midden van Romeinse ruïnes, 1671, Mauritshuis, Den Haag
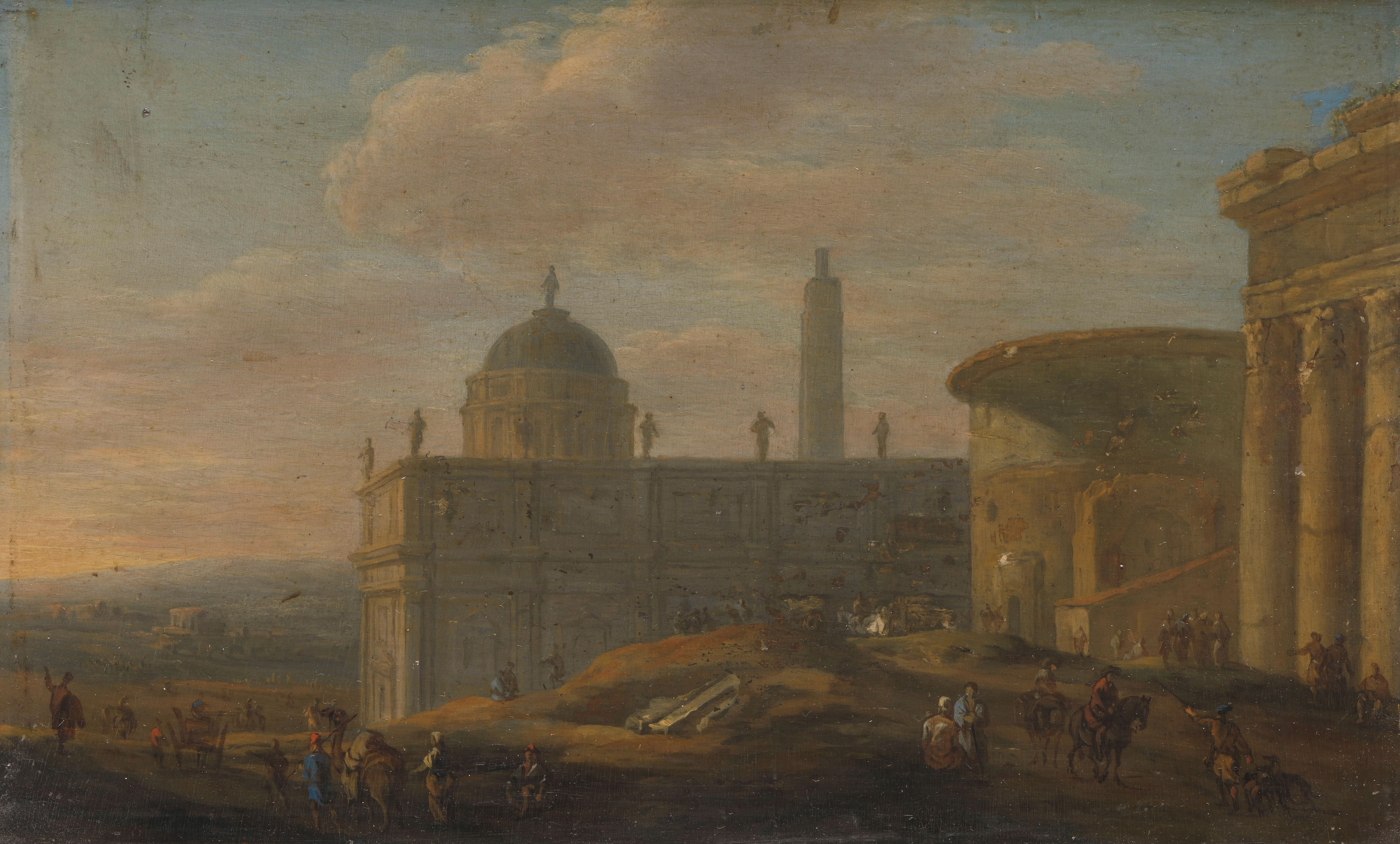
Italiaans stadsgezicht, ca. 1660, Rijksmuseum Amsterdam
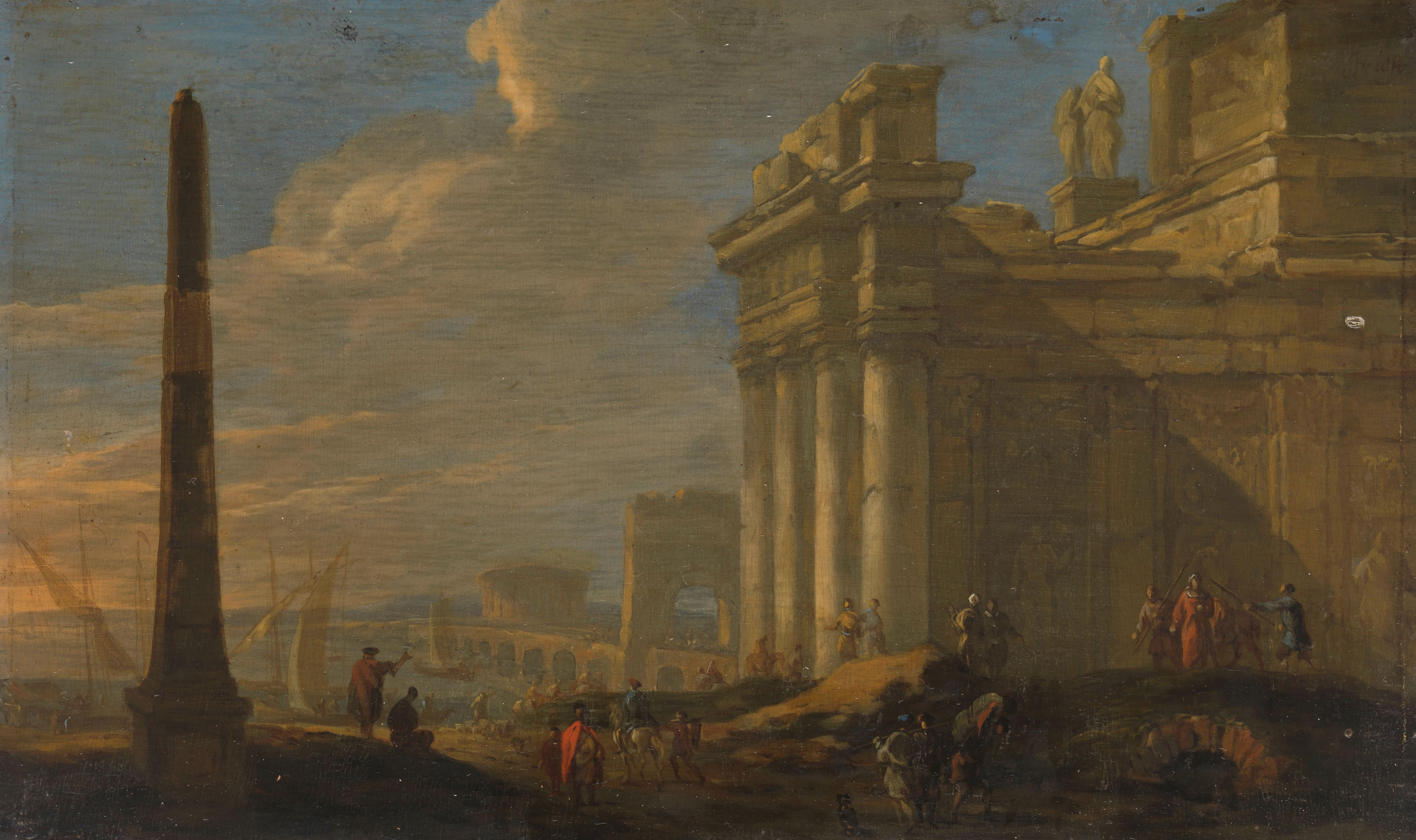
Italiaans havengezicht, ca. 1660, Rijksmuseum Amsterdam

- Biblioteca Nacional de España: XX4690299
- Bibliothèque nationale de France: cb149599615 (data)
- Biografisch Portaal: 27654818
- Gemeinsame Normdatei: 138806411
- International Standard Name Identifier: 0000 0001 1578 6964
- KulturNav: 9fe5a795-76bc-43cd-aef6-2878617642d7
- Nederlandse Thesaurus van Auteursnamen: 07331546X
- RKD-Nederlands Instituut voor Kunstgeschiedenis: 78723
- Union List of Artist Names: 500029090
- Virtual International Authority File: 95430526
- WorldCat: E39PBJd88g3PP39Cgg8GvxvmBP